# East 17
East 17 é uma boy band inglesa integrada atualmente por John Hendy, Terry Coldwell e a nova adição ao grupo Robbie Craig. A formação original também teve Brian Harvey e Tony Mortimer. Formada em Walthamstow, Londres em 1991, o grupo teve 18 singles que alcançaram o Top 20 no Reino Unido e quatro álbuns no Top 10, e foram uma das bandas mais populares do Reino Unido durante o início e meados da década de 90. O grupo chegou a vender 20 milhões de discos em todo o mundo. Seu estilo musical foi ocasionalmente uma mistura única de rap e pop, em canções como "House of Love", "Steam" e "Let It Rain". No Brasil, o single mais conhecido é "Around the World", que integrou a trilha sonora da novela A Próxima Vítima, de 1995.
Após 12 anos do lançamento do último single, a banda retornou em 2011 com a música "Secret of My Life"  e anunciaram o lançamento do álbum Dark Light para 2 de abril de 2012, 14 anos após o lançamento do último álbum.

## Integrantes
Atuais
- John Hendy
- Terry Coldwell
- Robbie Craig (2014–presente)

Ex-integrantes
- Brian Harvey (1991–1997, 1998–1999, 2006–2010)
- Tony Mortimer (1991–1997, 2006, 2010–2013)
- Blair Dreelan (2011)

## Discografia

### Álbuns de estúdio
- 1992 – Walthamstow
- 1994 – Steam
- 1995 – Up All Night
- 1998 – Resurrection
- 2012 – Dark Light
- 2017 – 24/7

## Turnês
Como atração principal
- Letting Off Steam: The Around The World Tour (1994–1995)
- Moscow Olympic Stadium (1996)

Como banda de abertura
- Australia & NZ Tour (2017)